# Весь невидимый нам свет (мини-сериал)
«Весь неви́димый нам свет» (англ. All the Light We Cannot See) — американский драматический мини-сериал, экранизация романа «Весь невидимый нам свет» Энтони Дорра. В главных ролях — Ария Мия Лоберти, Марк Руффало и Хью Лори. Четырёхсерийный мини-сериал сценариста Стивена Найта и режиссёра Шона Леви вышел на платформе Netflix 2 ноября 2023 года.

## Сюжет
Сюжет развивается во время Второй мировой войны одновременно во Франции и Германии. В центре повествования — слепая французская девочка и немецкий мальчик, пытающиеся выжить во время войны.

## В ролях

### Главные роли
- Ария Мия Лоберти[англ.] — Мари-Лора Леблан
  - Нелл Саттон — Мари-Лора Леблан в детстве
- Луис Хофман — унтерфельдфебель Вернер Пфенниг
- Ларс Айдингер — штандартенфюрер Рейнхольд фон Румпель
- Хью Лори — Этьен Леблан
- Марк Руффало — Даниэль Леблан
- Мэрион Бейли[англ.] — мадам Манек

### Роли второго плана
- Феликс Каммерер — шарфюрер Шмидт
- Якоб Диль — гауптштурмфюрер Мюллер
- Рози Хилал — фрау Елена
- Андреа Дек[англ.] — Сандрина
- Луна Ведлер — Ютта Пфенниг
- Джеймс Драйден — месье Карон
- Корин Сильва — гефрайтер Франк Фолькхаймер
- Бернд Хёльшер — оберст Бастиан
- Эд Скрейн — оберштурмбаннфюрер Рудольф Зайдлер
- Паскаль Улли — доктор Генрих
- Рихард 
Заммель — доктор Хауптманн
- Рашан Стоун[англ.] — профессор Юблин
- Элизабет Дулау — Жаклин
- Сара Крауден[англ.] — мадам Бланшар
- Мэгги Дэниэлс — мадам Фонтино

## Эпизоды
| № | Название               | Режиссёр | Автор сценария | Дата премьеры |
| - | ---------------------- | -------- | -------------- | ------------- |
| 1 | «Эпизод 1» «Episode 1» | Шон Леви | Стивен Найт    | 2 ноября 2023 |
| 2 | «Эпизод 2» «Episode 2» | Шон Леви | Стивен Найт    | 2 ноября 2023 |
| 3 | «Эпизод 3» «Episode 3» | Шон Леви | Стивен Найт    | 2 ноября 2023 |
| 4 | «Эпизод 4» «Episode 4» | Шон Леви | Стивен Найт    | 2 ноября 2023 |

## Производство

### Разработка
В марте 2019 года стало известно, что Netflix и студия 21 Laps Entertainment Шона Леви приобрела права на экранизацию романа Энтони Дорра «Весь невидимый нам свет». В сентябре 2021 года было объявлено, что Netflix заказала производство четырёхсерийного мини-сериала по роману. Режиссёром всех эпизодов станет Шон Леви, а сценарий телевизионной адаптации напишет Стивен Найт.

### Подбор актёров
9 декабря 2021 года было объявлено, что одну из главных ролей, слепую девочку Мари-Лору Леблан, в мини-сериале сыграет слепая актриса Ария Мия Лоберти. 10 января 2022 года стало известно, что в проекте снимутся Марк Руффало и Хью Лори, которые сыграют роли Даниэля Леблана и Этьена Леблана соответственно. В начале февраля 2022 года к актёрскому составу присоединились Луис Хофман и Ларс Айдингер.

## Премьера
Премьера мини-сериала состоялась 2 ноября 2023 года. В апреле был показан первый тизер.

## Восприятие
На сайте-агрегаторе Rotten Tomatoes мини-сериал имеет рейтинг 26 % на основании 61 рецензии критиков со средним баллом 5,1 из 10. «Консенсус критиков» гласит: «Хотя „Весь невидимый нам свет“ имеет яркий актёрский состав, его потенциал часто сводится на нет тонально неуклюжей смесью серьёзного и глупого». Зрительский рейтинг при этом существенно выше и составляет 81 % на основании более чем тысячи оценок.